# 1,2-ジオキソラン
1,2-ジオキソラン (1,2-Dioxolane) は、C3H6O2 の化学式で表され、3つの炭素と 2つの隣接した酸素を持つ環状化合物である。構造式は [-(CH2)3-O-O-] と書くこともできる
。この化合物は有機過酸化物（具体的にはエンドペルオキシド）で、しばしば単に「ジオキソラン」と呼ばれるより一般的な 1,3-ジオキソラン の構造異性体である。

## 合成
1,2-ジオキソランコア構造の合成方法には、一重項酸素または分子酸素によるシクロプロパン誘導体の適当な触媒による酸化、自動酸化の使用、過酸化水素による求核置換反応、硝酸水銀(II)による処理、拡張 πシステムによる光分解、ビス-シリルペルオキシドとアルケンの反応、または 2-ペルヒドロキシ 4-アルケンとジエチルアミンまたは酢酸水銀(II)との反応がある
。

## 生成
いくつかの誘導体は、天然物中、例えば Calophyllum dispar および mamey (Mammeamamericana)(果物の一種) の種子で生成される。Plakortis属の海綿から Plakinic acid A (3,5-peroxy 3Z,5Z,7,11-tetramethyl 13-phenyl-8E,12E-tridecadienoic acid) および同様の化合物が分離された。ナルドシノンは、Adenosma caeruleum (植物名)から分離された 1,2-ジオキソラン要素を持ったセスキテルペン誘導体である
。

## 使用
合成および天然のジオキソラン誘導体は、抗マラリア剤として使用または検討されてきた。Plakinic acid A および関連化合物は抗真菌作用を示した。 